# Pronino (rejon kiczmiengsko-gorodiecki)
Pronino (ros. Пронино) – wieś w Rosji, w rejonie kiczmiengsko-gorodieckim obwodu wołogodzkiego. W 2010 r. liczyła 2 mieszkańców.